# Ectactolpium namaquense obscurum
Ectactolpium namaquense obscurum es una subespecie de arácnido del orden Pseudoscorpionida de la familia Olpiidae.

## Distribución geográfica
Se encuentra en el sur de África.